# Episodi di Adventures of Superman (seconda stagione)
La seconda stagione della serie TV Adventures of Superman è andata in onda negli Stati Uniti d'America dal 18 settembre 1953 al 13 marzo 1954.
| nº   | Titolo originale                   | Titolo italiano | Prima TV USA      | Prima TV Italia |
| ---- | ---------------------------------- | --------------- | ----------------- | --------------- |
| 1.01 | Five Minutes to Doom               |                 | 18 settembre 1953 |                 |
| 1.02 | The Big Squeeze                    |                 | 25 settembre 1953 |                 |
| 1.03 | The Man Who Could Read Minds       |                 | 3 ottobre 1953    |                 |
| 1.04 | Jet Ace                            |                 | 10 ottobre 1953   |                 |
| 1.05 | Shot in the Dark                   |                 | 17 ottobre 1953   |                 |
| 1.06 | The Defeat of Superman             |                 | 24 ottobre 1953   |                 |
| 1.07 | Superman in Exile                  |                 | 31 ottobre 1953   |                 |
| 1.08 | A Ghost for Scotland Yard          |                 | 7 novembre 1953   |                 |
| 1.09 | The Dog Who Knew Superman          |                 | 14 novembre 1953  |                 |
| 1.10 | The Face and the Voice             |                 | 21 novembre 1953  |                 |
| 1.11 | The Man in the Lead Mask           |                 | 28 novembre 1953  |                 |
| 1.12 | Panic in the Sky                   |                 | 5 dicembre 1953   |                 |
| 1.13 | The Machine That Could Plot Crimes |                 | 12 dicembre 1953  |                 |
| 1.14 | Jungle Devil                       |                 | 19 dicembre 1953  |                 |
| 1.15 | My Friend Superman                 |                 | 26 dicembre 1953  |                 |
| 1.16 | The Clown Who Cried                |                 | 2 gennaio 1954    |                 |
| 1.17 | The Boy Who Hated Superman         |                 | 9 gennaio 1954    |                 |
| 1.18 | Semi-Private Eye                   |                 | 16 gennaio 1954   |                 |
| 1.19 | Perry White's Scoop                |                 | 23 gennaio 1954   |                 |
| 1.20 | Beware the Wrecker                 |                 | 30 gennaio 1954   |                 |
| 1.21 | The Golden Vulture                 |                 | 6 febbraio 1954   |                 |
| 1.22 | Jimmy Olsen, Boy Editor            |                 | 13 febbraio 1954  |                 |
| 1.23 | Lady in Black                      |                 | 20 febbraio 1954  |                 |
| 1.24 | Star of Fate                       |                 | 27 febbraio 1954  |                 |
| 1.25 | The Whistling Bird                 |                 | 6 marzo 1954      |                 |
| 1.26 | Around the World with Superman     |                 | 13 marzo 1954     |                 |